# 河曲马场
河曲马场，是中国甘肃省甘南藏族自治州玛曲县下辖的一个乡镇级行政单位。

## 行政区划
河曲马场共辖以下地区：
虚拟村。